# Nowele przykładne

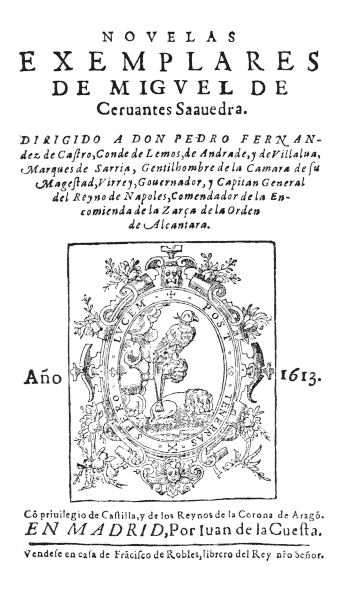
Strona tytułowa zbioru

Nowele przykładne (org. Novelas ejemplares) – zbiór nowel autorstwa Miguela Cervantesa. Ukończony został w 1612 roku i wtedy oddany do cenzury, natomiast dedykacja, skierowana do hrabiego de Lemos, wicekróla Neapolu, datowana jest na rok 1613. Zbiorek wydrukowano w 1613 roku, nakładem Juana de la Cuesta. 
Zbiór zawierał 12 utworów:
- Wspaniałomyślny kochanek (El amante liberal)
- Pani Kornelia (La señora Cornelia)
- Dwie panny (Las dos doncellas)
- Siła krwi (La fuerza de la sangre)
- Cyganeczka (La gitanilla)
- Licencjat Vidriera (El licenciado Vidriera)
- Znakomita pomywaczka (La ilustre fregona)
- Rinconete i Cortadillo (Rinconete y Cortadillo)
- Oszukańczy ożenek (El casamiento engañoso)
- Rozmowa psów (El coloquio de los perros)
- Angielska Hiszpanka (La española inglesa)
- Zazdrosny Estremadurczyk (El celoso extremeño)

## Wydanie polskie
- Miguel de Cervantes Saavedra: Nowele przykładne. Przełożyli Zofia Karczewska-Markiewicz i Zdzisław Milner. Kraków: Wydawnictwo Literackie, 1976, 2.t. Brak numerów stron w książce